# كريستوف فريدريش هيغيلماير
كريستوف فريدريش هيغيلماير (4 أيلول 1833 - 26 أيار 1906) (بالإنجليزية: Christoph Friedrich Hegelmaier)‏ وهو فيزيائي وعالم نبات ألماني.
حصل على درجة الدكتوراه عام 1857 من جامعة توبنغن وأصبح فيما بعد طبيبا عسكريا في أولم. في عام 1866 أصبح أستاذا في علم النبات في جامعة توبنغن.
له معشبة محفوظة إلى اليوم في متحف التاريخ الطبيعي في شتوتغارت.